# Mutation silencieuse
En génétique, une mutation silencieuse (ou mutation même-sens) est une mutation ponctuelle qui ne modifie pas le phénotype de l'individu qui la porte. Cette mutation peut être localisée dans une région non codante (par exemple, introns ou régions intergéniques) ou dans un exon. 
Dans un exon, la mutation d'un nucléotide d'un codon n’entraine pas nécessairement la substitution d'un acide aminé car il y a plus de combinaisons de trois nucléotides (43=64) que d'acides aminés naturels (22 dont 20 directement codés par ces 3 nucléotides). Si la mutation substitue une base mais que le codon muté correspond au même acide aminé, on parle alors de substitution synonyme (en).